# Alain Bieri
Alain Bieri (* 13. März 1979 in der Schweiz) ist ein ehemaliger Schweizer Fussballschiedsrichter. Ab 2011 war er internationaler FIFA-Schiedsrichter. Daneben arbeitete er in einer HR-Kaderposition bei der Migros Aare.
In der Super League leitete er 230 Partien. In der UEFA Champions League 2019/20 arbitrierte Bieri zwei Spiele. Per Ende 2022 trat er als Schiedsrichter zurück.
Im Herbst 2023 kandidierte Bieri für die Grünliberale Partei im Kanton Bern für die Nationalratswahlen, wurde jedoch nicht gewählt.